# Polverara
Polverara (velenceiül Polvarara) település Olaszországban, Veneto régióban, Padova megyében. Lakosainak száma 3400 fő (2023. január 1.). Polverara Bovolenta, Brugine, Casalserugo, Legnaro és Ponte San Nicolò községekkel határos.

## Népesség
A település lakossága az elmúlt években az alábbi módon változott:
| Lakosok száma | 3319 | 3334 | 3400 |
|               | 2017 | 2018 | 2023 |